# Pachymerinus millepunctatus
Pachymerinus millepunctatus är en mångfotingart som först beskrevs av Paul Gervais 1847.  Pachymerinus millepunctatus ingår i släktet Pachymerinus och familjen storjordkrypare. Inga underarter finns listade i Catalogue of Life.